# 葉武台
葉武臺是《波士頓通訊》作者化名，一般認為其真實身分即是中華民國第十二任總統馬英九。葉武臺曾撰文反對、批判中共政權、台獨及海外左派，總計寫了十餘萬字。

## 概要
葉武臺被認為是馬英九赴美就讀哈佛大學，擔任中國國民黨中央海工會旗下之《波士頓通訊》雜誌主編時的筆名，但馬英九本人不承認。
根據馬英九在革命實踐研究院所寫的自述，他1968年6月入國民黨，旋即出任小組長及區委；1974年考取「中山獎學金」，赴美留學，直至1981年，歷經七年獲得法學博士學位。馬英九自述自己以中山獎學金求學海外，故從事「反共愛國」活動甚為積極。1976年秋他轉往哈佛後，前後五年以「王紹陵」、「葉武臺」、「李南橋」、「波佬」等筆名的名義，撰寫專論、社論、雜文，用以批判中共政權、台獨及海外左派，總計寫了十餘萬字。馬英九一到達美國，馬上就被指派擔任國民黨在紐約大學的小組長，以一個留學新人當「小組長」。 馬說他在美國有一半時間的是在從事「愛國活動」。
《波士頓通訊》主編及主筆，這段經歷前後五年，幾乎成了全職的黨工，這也是馬英九賣力為「黨國」作出貢獻的時期。

## 來源
- 1982年4月19日，馬英九在革命實踐研究院革命實踐講習班第24期所寫的自述。 第18頁[]第18頁節錄 （页面存档备份，存于）

余以「中山獎學金」求學海外，從事反共愛國活動甚為積極，計曾於 ：
(1) 六十四至六十五年，任紐約大學小組長，曾主辦 六十五年「青年訪問團」演出及反共義 士鄒光漢演講等大型活動。

(2) 六十五年秋赴哈佛後，任留學生反共刊物「波士頓通訊」主編和主筆前後五年，曾以「王紹陵」、「葉武臺」、「李南僑」等筆名撰寫專論、社論、雜文十餘萬字，批判中共、台獨及海外左派，迭獲中央海工會獎勵，並常為「中央日報」、「聯合報」、「新聞天地」、國內政論刊物及留學生刊物轉載。 六十七年夏，以「波士頓通訊」主編身分回國參加「留學生海外問題研討會」，並膺選為領隊。 
- 國立臺灣大學校史稿(1928-2012) 馬英九先生簡歷 498頁

留學哈佛大學期間，先生深感救國人人有責，因而時時參與愛國活動，並擔任留學生反共刊物《波士頓通訊》之主編....
- 2007年9月10日，政論節目《大話新聞》公布馬英九官方網站資訊，顯示馬英九官方網站曾在其個人資料中將葉武臺列為筆名之一[2]，馬英九官方網站 [3]已刪除相關訊息。
- 2007年10月16日 ，中國國民黨總統參選人馬英九競選總部發言人羅智強表示，馬英九的確在波士頓通訊發表過文章，但是那些都是「反台獨」和「愛國文章」，不能因為這樣就說是職業學生。[4]

## 外部連結
- 《傳記文學》第八十八卷第六期 ，特稿—習賢德《馬鶴凌、馬英九父子與革命實踐研究院》[]第18頁
- 《傳記文學》第八十八卷第六期 ，特稿—習賢德《馬鶴凌、馬英九父子與革命實踐研究院》 （页面存档备份，存于）
- "葉武臺--馬英九基因解碼"之報導 （页面存档备份，存于）《自由時報》2007-12-09